# Carl-Reinhold von Essen
Carl-Reinhold Henrik William von Essen, född den 23 mars 1891 i Agnetorps församling, Skaraborgs län, död den 4 december 1980 i Ludgo församling, Södermanlands län, var en svensk friherre, militär, diplomat och hovman. Han var son till Hans Henric von Essen, måg till Adolf Patrik Hamilton och far till Lambart von Essen.

## Biografi
von Essen blev underlöjtnant vid Svea artilleriregemente 1913, löjtnant där 1917, kapten där 1928, major där 1937 och överstelöjtnant där 1942. Han var militärattaché i London 1942–1946. von Essen befordrades till överste i armén 1946. Han blev adjutant hos kungen 1938 samt överadjutant och tjänstgörande kabinettskammarherre 1946. von Essen var tjänstgörande förste hovmarskalk 1947–1950 och tjänstgörande hovmarskalk hos prinsessan Sibylla 1951–1959. Han var ordförande i Svenska kennelklubben 1946–1961. von Essen blev riddare av Vasaorden 1931 och av Svärdsorden 1934 samt kommendör av andra klassen av Nordstjärneorden 1947, kommendör av första klassen av sistnämnda orden 1950 och kommendör med stora korset 1955.